# June Miller
June Miller (7 o 28 de enero de 1902–1 de febrero de 1979) fue la segunda esposa –y la más conocida– de Henry Miller.

## Primeros años
June nació en Bucovina, en el Imperio austrohúngaro, en una familia de origen rumano, como menciona Henry Miller en La crucifixión rosa. Bautizada como Juliette Edith Smerdt, era hija de Wilhelm y Frances Budd Smerdt, una familia judía humilde. Emigró con sus padres y sus cuatro hermanos a los Estados Unidos en 1907. A la edad de 15 años, dejó el instituto para hacerse bailarina de la Academia Wilson de Danza (rebautizada como Orpheum Dance Palace en 1931), en Times Square y empezó a utilizar el nombre de June Mansfield, en ocasiones junto con el de June Smith. En la primera parte de La crucifixión rosa, en Sexus, Henry Miller escribe que June afirmaba haberse graduado en el Wellesley College, pero en la segunda parte de dicha obra, en Nexus, sostiene que no había llegado a terminar sus estudios de enseñanza media. Kenneth Dick, tras entrevistar a June, cita las siguientes palabras de la propia June: "mi educación formal comprende tres años y medio en el instituto. Tuve una beca en el Hunter College."
Residiría en Nueva York durante la mayor parte del resto de su vida, al margen de un recorrido por Europa y algunas temporadas en París y Arizona.

## Su vida con Henry Miller
En 1923 conoció a Henry Miller en la Academia de Danza Wilson cuando ella contaba con 21 años y él, con 31. Miller dejó a su primera esposa y a su hijo para casarse con June en Hoboken (Nueva Jersey) el 1 de junio de 1924. Su relación es el tema principal de la trilogía semiautobiográfica de Miller La crucifixión rosa. June también aparece como personaje de dos de sus obras más conocidas, Trópico de Cáncer yTrópico de Capricornio.
En octubre de 1926, la escultora y poeta Jean Kronski se instaló con la pareja a instancias de June. June, que presumiblemente era bisexual, cultivó una relación muy estrecha con Jean, hasta el punto de que a menudo prefería las atenciones de ésta a las de Henry. Este triángulo sentimental en seguida hizo aguas y June y Jean se marcharon a vivir juntas a París en abril de 1927. Sin embargo, a los dos meses empezaron a pelearse y June regresó con Henry en julio. Al año siguiente, June y Henry iniciaron un recorrido por Europa, para instalarse en París nuevamente durante varios meses, antes de regresar definitivamente a Nueva York. La relación de June con Jean constituye el núcleo central de dos novelas autobiográficas de Henry: Crazy Cock (1930, publicada doce años después de la muerte de Henry Miller) y Nexus (1959), el tercer volumen de la La crucifixión rosa. Hacia 1930, Kronski se suicidó en un hospital psiquiátrico de Nueva York.
En 1930, Henry regresó solo a París, y en 1931, en una visita que June le hizo, ésta conoció a la escritora Anaïs Nin, que en seguida se obsesionó con ella y la utilizó, al igual que hizo Henry, como personaje de muchas de sus obras posteriores. June y Nin entablaron una relación sentimental, si bien Nin siempre negó que tuviese carácter sexual. No obstante, June aparece constantemente en los diarios de Nin, tanto en los que se publicaron como en los que no, en los cuales se inspiró libremente la película Henry y June. En esta cinta, el papel de June lo interpretaba Uma Thurman, mientras que el de Anaïs Nin corría a cargo de Maria de Medeiros. June nunca estuvo de acuerdo con la publicación de los diarios expurgados de Nin, pues en ellos se omitía el romance entre Nin y Henry Miller, con lo que se silenciaba el papel que Nin había tenido en la ruptura del matrimonio de los Miller. En efecto, June y Henry se divorciaron por poderes en Ciudad de México en 1934.

## Vida posterior
Tras divorciarse de Miller, June se casó con Stratford Corbett, un vendedor de seguros, en torno a 1935. Corbett la había estado cortejando cuando Henry Miller se había instalado en París en 1930, y éste se sintió muy molestó cuando se enteró de que su exmujer June y Corbett estaban juntos. No obstante, el matrimonio tampoco habría de durar mucho, ya que Stratford la abandonó en 1947 por la actriz Rita La Roy Corbett. A raíz de esto, la vida de June se deterioró enormemente y empezó a vivir en hoteles baratos de la zona de Nueva York, como el Hotel Continental de la Calle 95. Durante este período mantuvo correspondencia con Miller y éste le envió dinero a través de amigos y libreros, como los de la conocida librería Gotham Book Mart. Las anotaciones que Miller hizo en su viaje por los Estados Unidos en 1940 y que darían pie a su obra  Una pesadilla con aire acondicionado, incluyen algunas referencias y divagaciones sobre June.
Durante la década de 1950, June ingresó en distintas unidades psiquiátricas, en donde recibió electrochoques. Como consecuencia de ello, en una ocasión se cayó de la mesa de operaciones y se rompió varios huesos, algo de lo que nunca llegaría a recuperarse del todo. En 1954 empezó un voluntariado como trabajadora social, y en 1957 se hizo recepcionista de la oficina municipal de prestaciones sociales, en donde estuvo trabajando a tiempo completo hasta 1960. En 1961 se reencontró con Henry Miller, quien se quedó muy impactado por su deterioro: ninguno de los dos consiguió reavivar la llama del amor perdido. A finales de los años 60, June se trasladó a Arizona con uno de sus hermanos. La tumba de "June E. Corbett, amada hermana", del Valley View Cemetery de Cottonwood (Arizona), probablemente albergue sus restos.

## Libros en los que aparece June

### Ficción
- Henry Miller, Crazy Cock (titulada en un principio Lovely Lesbians - como Hildred)
- Henry Miller, Trópico de Cáncer (como Mona)
- Henry Miller, Trópico de Capricornio (como Mara)
- Henry Miller, La crucifixión rosa (Sexus, Plexus y Nexus - como Mara y Mona)
- Anaïs Nin, House of Incest (como Sabina)
- Anaïs Nin, A Spy in the House of Love

### No ficción
- Brassaï, Henry Miller: The Paris Years
- Mary V. Dearborn, The Happiest Man Alive: A Biography of Henry Miller
- Kenneth C. Dick, Henry Miller: Colossus of One
- Robert Ferguson, Henry Miller: A Life
- Arthur Hoyle, The Unknown Henry Miller: A Seeker in Big Sur
- Anaïs Nin, Diario de Anaïs Nin
- Anaïs Nin, Henry y June, a partir de Un diario de amor: el Diario sin expurgar de Anaïs Nin, 1931–1932
- Anaïs Nin, Incesto: el Diario sin expurgar de Anaïs Nin, 1931–1932
- Stephen Starck, June Scattered In Fragments: A Biographical Sketch of Henry Miller's Second Wife
- Frederick Turner, Renegade: Henry Miller and the Making of Tropic of Cancer